# Codex Mutinensis
El Codex Mutinensis (Gregory-Aland no. Ha/014) α 6 (Soden), és un manuscrit uncial del segle ix del Nou Testament. Està escrit en grec, sobre pergamí, amb lletres uncials, i es conserva a la Biblioteca Estense (Gr. 196) a Mòdena.
El còdex conté 194 fulles de pergamí (33 x 23 cm) i conté els Fets dels Apòstols. El text correspon al tipus de textual bizantí. Està escrit en una sola columna per pàgina, i 30 línies per columna.